# The Honor of Rameriz
The Honor of Rameriz er en amerikansk stumfilm fra 1921 af Robert North Bradbury.

## Medvirkende
- Tom Santschi som Rameriz
- Bessie Love
- Ruth Stonehouse
- Eddie Hearn
- Thomas Lingham
- Jay Morley